# Grafite
Edinaldo Batista Líbano, född 2 april 1979 i kommunen Campo Limpo Paulista i staden São Paulo, Brasilien, känd som Grafite, är en brasiliansk fotbollsspelare, som sedan 2017 spelar som anfallare för Santa Cruz i Brasilien. Han har tidigare spelat för Brasiliens landslag. Hans föregående klubb var Le Mans, innan den franska klubben betalade en övergångsumma på åtta miljoner euro.

## Karriär

### Tidig karriär
Grafite försökte försörja sig och sin familj genom att sälja soppåsar, men slutade vid 21 års ålder för att satsa på en karriär i professionell fotboll. Med den historiske och brasilianska legenden Raí som sin idol, kom Grafite först till Santa Cruz i Campeonato Brasileiro C 2001. Året därpå lämnade han Santa Cruz för Grêmio i Campeonato Brasileiro A.
2003 reste Grafite, då 24 år, utomlands till Sydkorea. Han skrev på för sydkoreanska LG Cheetahs (nu FC Seoul) i K-League. Samma år återvände Grafite till Brasilien för Goiás. Med klubben vann Grafite delstatsligan Campeonato Goiano i just Goiás. 
Efter en bra säsong bestämde sig Grafite 2004 att spela för storklubben São Paulo. Det blev en bra början, med totalt 17 gjorda mål på 44 proffsmatcher. Grafite hann vinna Copa Libertadores 2005 och Världsmästerskapet för klubblag 2005.

### Le Mans
I mitten av 2005 lämnade Grafite sitt hemland för Europa. Han anlände till Frankrike, där han skrev på ett tvåårskontrakt med Le Mans. Grafite fick en långsam start, där han inledde säsongen 2005–2006 med tre mål på elva proffsmatcher. Säsongen därpå gick det bättre för Grafite när han stod för 12 mål på 34 proffsmatcher, vilket gav honom en delad tredje plats tillsammans med Ismaël Bangoura och Mamadou Niang i den franska skytteligan. Totalt gjorde Grafite 18 mål på 51 proffsmatcher när hans Le Mans slutade på en nionde plats säsongen 2007–08 i tabellen.

### Wolfsburg
Under tränaren Felix Magath värvades Grafite 2007 av Wolfsburg för en rapporterad summa på åtta miljoner euro. Efter att klarat ett medicintest, skrev Grafite på ett fyraårskontrakt med klubben. Han fick tröjnumret 23. 
Grafite gjorde sin debut den 16 september 2007 när Wolfsburg hemmabesegrade Karlsruher med 1–0. Hans första mål kom den 27 september 2007 mot Hamburg 2–2. Han blev Wolfsburgs skyttekung efter 11 mål på 24 proffsmatcher i slutet av säsongen 2007–08. Wolfsburg slutade på en femte plats, vilket ledde till en kvalificering i UEFA–cupen för första gången. 
Säsongen 2008–09 blev Grafite mer van vid Bundesligas spelsätt och inledde sina första matcher med fem mål på åtta proffsmatcher. En hattrick över Energie Cottbus visade sig öka Grafites chanser för mål. Efter nio proffsmatcher hade Grafite gjort 15 mål. Ytterligare två mål kom när Bayern München besegrades med 5–1. Grafite blev så smånningom en favorit bland Wolfsburg-fansen, vilket ledde till att en trio, "Den magiska triangeln", med Grafite och bosnierna Edin Džeko respektive Zvjezdan Misimović bildades. Efter spelvecka 28 blev Grafite ledande skyttekung med 20 mål i Bundesliga. Detta gav Grafite priset för "Månadens spelare" i mars. Han blev den fjärde brasilianaren att vinna priset, efter Marcio Amoroso (2001–02), Giovane Elber (2002–03) och Aílton (2003–04). I UEFA-cupen gjorde Grafite ett mål när man besegrade Heerenveen med 5–1. Wolfsburg blev eliminerade av Paris Saint-Germain i sextondelsfinalen. I Bundesliga gjorde Grafite 28 mål på 25 proffsmatcher under säsongen 2008–09 för Wolfsburg.

## Landslagskarriär
Grafite tilldelades Bola de Prata (Silverbollen) 2003. Han gjorde sin debut för Brasilien den 27 april 2005 i en vänskapsmatch mot Guatemala. Grafite bänkades från början i matchen, men kom in i den 39:e minuten för Romário, vilket var även hans sista landskamp för Brasilien. I andra halvleken gjorde Grafite det tredje målet i den 62:e minuten för Brasilien. Matchen slutade 3–0 till Brasilien.

### Landslagsmål
| Mål | Datum         | Arena                                     | Motståndare | Mål   | Resultat | Tävling       |
| --- | ------------- | ----------------------------------------- | ----------- | ----- | -------- | ------------- |
| 1   | 27 april 2005 | Estádio do Pacaembu, São Paulo, Brasilien | Guatemala   | 3 – 0 | 3 – 0    | Vänskapsmatch |

## Privatliv
I februari 2005 bortfördes Grafites mor av kidnappare. Hon fritogs av polisen efter en dag. Grafite rapporterade att kidnapparna även tog hans far och bror som gisslan och att kidnapparna krävde pengar. Det blev en dramatisk händelse, som inte bara skakade den brasilianska fotbollen. Samma sak kom att hända andra brasilianska spelare (även Robinho och Luis Fabianos mödrar har blivit kidnappade). Detta var en av orsakerna att Grafite lämnade Brasilien. 
Grafites far avled den 19 oktober 2008 efter en lång tids sjukdom. Grafite fick tillstånd av Magath att resa tillbaka till Brasilien och gå på hans begravning, innan han begav sig tillbaka för att spela klubbens lördagsmatch mot Bayern München. Matchen slutade med en 5–1-seger till Wolfsburg och efteråt dedicerade Grafite målen till sin far.
Grafite är gift med Grace Kelly (ej att förväxla med skådespelerskan (Grace Kelly).

## Meriter
Goiás
- Campeonato Goiano: 2003

São Paulo
- Campeonato Paulista: 2005
- Copa Libertadores: 2005
- Världsmästerskapet för klubblag: 2005

Wolfsburg
- Bundesliga: 2009

- Skyttekung i Bundesliga: 2009 (28 mål på 25 matcher)